# Giorgi Kuzia
Giorgi Kuzia (georgisch გიორგი კუცია, FIFA-Schreibweise nach engl. Transkription: Giorgi Kutsia; * 27. Oktober 1999 in Tiflis) ist ein georgischer Fußballspieler, der beim Erstligisten Dinamo Tiflis unter Vertrag steht. Der Mittelfeldspieler ist seit September 2017 georgischer U21-Nationalspieler.

## Karriere

### Verein
Der in der georgischen Hauptstadt Tiflis geborene Giorgi Kuzia entstammt der Jugendabteilung des lokalen Spitzenvereins Dinamo Tiflis, in die er im Jahr 2014 eintrat. Zum Ende der Saison 2016 wurde er erstmals in die erste Mannschaft berufen. Am 26. November 2016 (14. Spieltag) gab er beim 1:0-Auswärtssieg gegen Torpedo Kutaissi sein Debüt in der höchsten georgischen Spielklasse, als er in der 89. Spielminute für Wachtang Tschanturischwili eingewechselt wurde. In dieser Spielzeit bestritt er nur dieses eine Ligaspiel. Am 1. Juni 2017 (16. Spieltag) gelang ihm beim 4:1-Auswärtssieg gegen den FC Schukura Kobuleti sein erstes Ligator im Trikot der Lurdsch-tetrebi. In diesem Spieljahr 2017 wurde er bereits regelmäßig eingesetzt. Insgesamt absolvierte er 22 Ligaspiele, in denen er einen Treffer erzielen konnte. Die darauffolgende Spielzeit 2018 schloss er mit drei Toren und drei Vorlagen in 19 Ligaeinsätzen ab.
Am 22. Januar 2019 wechselte er auf Leihbasis für die gesamte Saison 2019 zum Ligakonkurrenten FC Dila Gori. Am 3. März 2019 (1. Spieltag) machte er bei der 0:1-Heimniederlage gegen WIT Georgia Tiflis sein erstes Ligaspiel für die Mzwelebi. Sein erster Torerfolg gelang ihm am 24. Mai (15. Spieltag) beim 1:1-Unentschieden gegen den FC Saburtalo Tiflis. Beim Verein aus Gori galt er als unumstrittener Stammspieler und kam auf 30 Ligaeinsätze, in denen er vier Tore und genauso viele Vorlagen sammeln konnte.

### Nationalmannschaft
Zwischen Oktober 2015 und März 2016 bestritt er acht Länderspiele für die georgische U17-Nationalmannschaft. Mit der U19 nahm er im Juli 2017 an der U19-Europameisterschaft im eigenen Land teil, wo er in allen drei Partien zum Einsatz kam. Seit September 2017 ist er für die U21 aktiv.